# 2004 ハーレムベースボールウィーク 日本代表
2004 ハーレムベースボールウィーク 日本代表は、2004年7月にオランダのハーレムで行われる第22回ハーレムベースボールウィークに出場するために編成された野球日本代表チームである。

## 概要
プロ野球はペナントレースの最中であり（それよりもいわゆる再編問題で揺れていたところであり）、大学生も第2回世界大学選手権の直後であることから、代表選手はすべて社会人選手で構成された。

## 代表メンバー
No.は背番号。所属や年齢は選出当時。
| 位置   | No. | 氏名       | 所属                       | 年齢 |
| ------ | --- | ---------- | -------------------------- | ---- |
| 監督   | 30  | 萩野友康   | 新日本製鐵                 | 54   |
| コーチ | 31  | 西正文     | 履正社医療スポーツ専門学校 | 43   |
| コーチ | 32  | 小島啓民   | 三菱重工長崎               | 40   |
| 投手   | 11  | 久保康友   | 松下電器                   | 23   |
| 投手   | 14  | 能見篤史   | 大阪ガス                   | 25   |
| 投手   | 15  | 渡辺亮     | 日本生命                   | 22   |
| 投手   | 16  | 坂本保     | ホンダ熊本                 | 29   |
| 投手   | 17  | 手嶌智     | 新日本石油                 | 22   |
| 投手   | 18  | 野間口貴彦 | シダックス                 | 21   |
| 投手   | 19  | 磯村秀人   | 東芝                       | 26   |
| 捕手   | 22  | 坂田精二郎 | シダックス                 | 29   |
| 捕手   | 24  | 河田寿司   | 三菱重工長崎               | 24   |
| 捕手   | 27  | 松下和行   | 日本新薬                   | 27   |
| 内野手 | 1   | 四之宮洋介 | 日産自動車                 | 26   |
| 内野手 | 2   | 高橋史明   | 西濃運輸                   | 25   |
| 内野手 | 3   | 岩本裕治   | 新日本石油                 | 26   |
| 内野手 | 5   | 草野大輔   | ホンダ熊本                 | 27   |
| 内野手 | 6   | 岩本達也   | 大阪ガス                   | 25   |
| 内野手 | 7   | 高橋賢司   | NTT東日本                  | 28   |
| 内野手 | 8   | 清水昭秀   | 日本通運                   | 24   |
| 内野手 | 9   | 松田直樹   | 東芝                       | 25   |
| 外野手 | 10  | 平石洋介   | トヨタ自動車               | 24   |
| 外野手 | 21  | 金子洋平   | ホンダ                     | 22   |
| 外野手 | 23  | 今村直樹   | 日産自動車九州             | 33   |
| 外野手 | 26  | 石井康雄   | 日産自動車九州             | 29   |
| 外野手 | 29  | 吉浦貴志   | 日産自動車                 | 24   |

## 大会戦績
- 第1戦（7月24日）　日本 10-1 キューバ
- 第2戦（7月25日）　日本 3-5 オランダ
- 第3戦（7月27日）　日本 7-2 アメリカ
- 第4戦（7月28日）　日本 2-3 チャイニーズ・タイペイ
- 第5戦（7月31日）　日本 7-1 イタリア
総当りリーグ戦3勝2敗の3位に終わり、決勝戦に進めず。